# Derasjö
Derasjö är en sjö i Nybro kommun i Småland och ingår i Ljungbyåns huvudavrinningsområde. Sjön är 3,5 meter djup, har en yta på 0,586 kvadratkilometer och är belägen 201 meter över havet. Sjön avvattnas av vattendraget Norra Flottbäcken. Vid provfiske har bland annat abborre, gädda, mört och sarv fångats i sjön.

## Delavrinningsområde
Derasjö ingår i det delavrinningsområde (630362-149129) som SMHI kallar för Mynnar i Ljungbyån. Medelhöjden är 209 meter över havet och ytan är 61,5 kvadratkilometer. Det finns inga avrinningsområden uppströms utan avrinningsområdet är högsta punkten. Norra Flottbäcken som avvattnar avrinningsområdet har biflödesordning 2, vilket innebär att vattnet flödar genom totalt 2 vattendrag innan det når havet efter 57 kilometer. Avrinningsområdet består mestadels av skog (80 procent). Avrinningsområdet har 1,18 kvadratkilometer vattenytor vilket ger det en sjöprocent på 1,9 procent.

## Fisk
Vid provfiske har följande fisk fångats i sjön:
- Abborre
- Gädda
- Mört
- Sarv
- Sutare